# اوسترلند
اوسترلند (به هلندی: Oosterland) یک منطقهٔ مسکونی در هلند است که در هولاندس کرون واقع شده‌است.